# عبد العزيز مكين
عبد العزيز مكين لاعب كرة قدم سعودي، يلعب كلاعب وسط حاليا مع النادي الفيصلي.

## مسيرة اللاعب
بدأ مع نادي ضمك في الفئات السنية و انتقل إلى نادي أبها في عام 2018 و عاد إلى نادي ضمك في نفس السنة و صعد للفريق الأول في عام 2021. وانتقل إلى النادي الفيصلي في عام 2024.

## وصلات خارجية
- عبد العزيز مكين على موقع قاعدة بيانات كرة القدم.إي يو (الإنجليزية)
- عبد العزيز مكين على موقع Soccerway.com (الإنجليزية)